# ケネドゥグー王国
ケネドゥグー王国（ケネドゥグーおうこく、英: Kénédougou Kingdom、仏: Royaume du Kénédougou、1650年頃 – 1898年）は、植民地化以前の西アフリカの国で、現在のマリ南部に位置した。

## トラオレ朝
ケネドゥグーは当初、1650年代に現代のコートジボワールに住む、セヌフォ人に建国された。セヌフォ人は13世紀にコートジボワール、マリ、ブルキナファソ、マリの国境地域を超え始めた。新たな王国はマリとブルキナファソの国境を中心とした便利な位置にあった。この位置は砂漠地帯と森林地帯の物品を交易する上で非常に重要であった。しかし、セヌフォの伝統的習慣は北方に暮らすムスリムとの対立を産んだ。ケネドゥグーのセヌフォ人は王の称号をファアマとするなど、マンデ人の慣習を取り入れていた。ナンカ・トラオレはケネドゥグー最初の支配者となり、トラオレ朝が創始された。トラオレ朝は19世紀まで続いた。
ケネドゥグー王国の形成期に関する情報はほとんどなく、王朝の創始からファアマ・ドゥアラ・バ一世までの間にはおよそ5〜7人のファアマがケネドゥグーを治めていた。ケネドゥグーは当時の近隣諸国に比べて比較的平和であったことが特徴である。

## ケネドゥグーの抵抗
19世紀最後の四半世紀に、フランス植民地帝国とサモリ・トゥーレの二つの脅威が南、西、東の交易相手を併呑し始めたことで、全ては終わりを告げた。ファアマ・ティエバは避けられない運命を予期したか、1877年にはケネドゥグー王国の首都を母の故郷であるシカソに移転した。そこでティエバは戦略的に重要な丘の上にマメロンと呼ばれる新たな宮殿を建築した。
皮肉なことに、小国であるケネドゥグー王国は西アフリカにおけるフランスの野望に対抗する最後の主要国の一つとなった。西アフリカの諸大国はドミノ倒しのようにサモリ・トゥーレのワスルー帝国（Wassoulou Empire）かフランスに陥落させられていった。1887年4月、サモリ・トゥーレは12,000人の軍隊でシカソを攻撃したものの、シカソ市を陥落させることはできなかった。その後の1887年から1888年にかけて、フランス軍はシカソを包囲したものの、これもケネドゥグーに敗れた。1890年、防衛のため、ティエバは都市の周囲に「タタ」と呼ばれる要塞を建築するように命じた。タタの一部は現在でもシカソの主要な観光名所の一つとなっている。
1893年1月1日、ティエバが亡くなると兄弟のバベンバ・トラオレが王位についた。バベンバはさらに5年にわたってフランス軍を抑え込んだ。1897年、フランスはケネドゥグー王国の北隣、トゥクロール帝国の首都で赤セグーを征服した。この戦勝によってフランスはシカソに対しての野心を新たなものにして、前回のシカソでの屈辱を晴らすべく、再びシカソ攻略の準備をした。

## フランスによる征服
フランス人は1898年4月、シカソのタタへ砲撃を始め、同年の5月1日にシカソ市は陥落した。ファアマであるバベンバはフランス人が自らの都市を支配するのを見るよりも死を選び、護衛兵たちに自身を殺すように命じた。ケネドゥグー王国領はすぐフランス領スーダンの植民地となり、後にマリとなった。ティエバとバベンバは今日でもフランスに対するアフリカ人の抵抗の象徴としてマリで尊敬されている。